# Hongze-See
Der Hongze-See (chinesisch 洪澤湖, Pinyin Hóngzé Hú) ist ein Stausee des Huai He in der Provinz Jiangsu, China. Am See liegen die Städte Suqian (Kreis Sihong und Kreis Siyang) und Huai’an (Kreis Xuyi und Kreis Hongze).
Der Hongze-See ist der viertgrößte Süßwassersee in China. Er existiert seit dem 7. Jahrhundert (unter Kaiser Yangdi der Sui-Dynastie) und wurde seit dem 12. Jahrhundert auf das Vierfache vergrößert.
Im Jahr 1194, nach anderen Angaben 1680, änderte der Gelbe Fluss seinen Lauf und verband sich mit dem Huai. Sedimente des Gelben Flusses blockierten den Huai und schufen den See so, wie er heute ist. 1897 verlegte der Gelbe Fluss seinen Lauf wieder.
Der See ist teilweise sehr flach und seine Oberfläche liegt nur 15 m über dem Meeresspiegel. Er ist berühmt für seine Naturschönheiten und zieht Touristen in großer Zahl an. Eine Spezialität sind die Krabben, die dort gefangen werden.
Der Hongzehu-Deich (Hongzehu dadi) im Hongze-See ist ein Denkmal der Volksrepublik China.